# Île Feklistova
L'île Feklistova (en russe : Остров Феклистова ; Ostrov Feklistova) est l'une des quinze îles de l'archipel des îles Chantar, situées dans la partie occidentale de la mer d'Okhotsk, près de la Russie continentale. L'île dépend administrativement du kraï de Khabarovsk. 
Avec une superficie de 372 km2, elle est la seconde île de l'archipel par sa taille, derrière l'île Grande Chantar.
Feklistova est située à 20 km à l'ouest de l'île Grande Chantar. L'île est recouverte de taïga et compte un lac de 3 km de long situé à proximité de sa côte nord et séparé de la mer par une langue de terre.